# Шом-ан-Ре
Шом-ан-Ре (фр. Chaumes-en-Retz) — муніципалітет у Франції, у регіоні Пеї-де-ла-Луар, департамент Атлантична Луара. Шом-ан-Ре утворено 1 січня 2016 року шляхом злиття муніципалітетів Артон-ан-Ре i Шемере. Адміністративним центром муніципалітету є Артон-ан-Ре. Населення — 7184 особи (01.01.2021).